# あいざき進也
あいざき 進也（あいざき しんや、本名：相崎 進也、1956年〈昭和31年〉10月26日 - ）は、日本の歌手・タレント。
身長162cm、体重47kg。渡辺プロダクション、ミヤエンタープライズ、クラッチ.を経て、個人事務所「オフィスイマージュ」に所属する。1974年に「気になる17才」でデビューした。小柄なルックスと甘い歌声で70年代アイドル全盛期時代の一翼を担う。元祖アクロバットアイドル。近年はコンサートやテレビ出演の他、TASTE4のメンバーとしてユニット活動を行なっている。趣味は磯釣り、料理 、映画鑑賞 、ゴルフ 。愛猫家。

## 略歴

### デビュー前
岐阜県岐阜市生まれで、愛知県尾西市（現在の一宮市）で育つ。スクールメイツ出身で、岐阜市立加納中学校、堀越高等学校を卒業した。
1973年、日本教育テレビ（NETテレビ、現在のテレビ朝日）のオーディション番組『スター・オン・ステージ あなたならOK!』第1回グランドチャンピオン大会で優勝し、同年の誕生日翌日に上京した。

### デビュー後
翌1974年にワーナー・パイオニア（現在のワーナーミュージック・ジャパン）から「気になる17才」でデビューした。1974年アイドル時代初頭、城みちる、松田新太郎とともに「新新御三家」と呼ばれた。
70年代アイドル全盛期時代に、小顔・小柄な可愛らしさ、ルックスでは想像できない抜群の運動神経、中性的な甘い歌声、優れた歌唱力で人気を博した。デビュー当時のキャッチフレーズは「キャラメルナイト」、ニックネームは「プッチ」。

1974年、第1回FNS歌謡祭新人賞を受賞した。渡辺プロダクションに所属し、レッツゴーヤング（NHK）や夜のヒットスタジオ（フジテレビ）など数々の音楽番組やバラエティー番組に出演した。「平凡」、「明星（Myojo）」、「女学生の友」の雑誌の表紙を飾るなど、一躍トップアイドルとなる。
1974年、明治製菓（現在の明治）チョコレート「ハイミルク」のCM【第四弾：進也のひとり旅編】にメイン出演した。4枚目シングル「愛の誕生日」がCMソングとなりヒットした。同年、ニッポン放送「明治の明治のハイハイハイ」メインパーソナリティとして放送がスタートした。
1974年11月30日、となりのとなり 第10話「娘のラブレターを開けるとき」（日本テレビ）進 役でドラマ初出演を果たした。
1975年リリースの「恋のリクエスト」が初のベスト10入りを果たしヒットした。
アイドル全盛期時代末期の1980年、トップアイドルとして順調な活動を続けてきたが、大人のシンガーへの脱皮を図るべくギタリストの寺内タケシの下で修業をした。 バンドボーイとして裏方の仕事を務める傍ら、約1年半の修行を経験する。人気アイドルから事実上の雑用係への転身は、当時話題となった。しばらく芸能活動を休止したのち復帰した。
2000年、ミュージカル『アニー』（2000年、青山劇場ほか） メインキャスト、ルースター役に抜擢された。
2005年から2011年まで、『オープンサロン834』（エフエム世田谷）メインパーソナリティ。
2005年、芸能活動を行なっている学生が多く通う日出中学校・高等学校（現在の目黒日本大学中学校・高等学校）の校歌の作詞・作曲を務めた。
2009年より江木俊夫（フォーリーブス）らと往年のヒットソングを歌う「同窓会コンサート」を全国各地で開催し、出演者の江木、晃（フィンガー5）、加藤高道（狩人）とユニット「s4（エスフォー）]」を結成した。
2013年に元「ずうとるび」の江藤博利から誘われお笑いコンビ「あいざき君と江藤くん」を結成し、キングオブコントに出場した。アイドル2人がドライブするというコントを披露したが1回戦で敗退した。
近年はテレビ・ラジオ出演、ディナーショーの他、「夢スター歌謡祭 春組対秋組歌合戦」に出演し、全国各地を回っている。また、江木俊夫、加藤高道(狩人)、晃(フィンガー5)と共にユニット（TASTE4）を結成し、ライブを行っている。

## 人物・エピソード
運動神経が良い。8時だョ!全員集合の出演時にはアクロバットを披露した。
オールスター大運動会で、自身の身長と同じ高さの走り高跳び160cmを成功させるなど元祖アクロバットアイドルである。
アイドル時代末期の1980年からは寺内タケシの下でバンドボーイとして修業した。当時は本人の気まぐれと発表されたが、実際は渡辺プロダクションが与えた「試練」だった。寺内の下には複数のバンドボーイがいたが、軍隊の如く規律や上下関係が厳しく、彼に認められてバンドボーイを卒業するまでの1年あまりは、休みもなく、辛い下働きの日々を過ごした。その代わり、寺内は卒業に際して「よく頑張ったな」と、あいざきを労ったという。
趣味は磯釣り。幼少期に父親の影響で釣りを始め、釣り歴は50年以上になる。28歳の時にエド山口に磯釣りを教わる。ホームグラウンドは南伊豆で丹羽正が創設したフィッシングチーム「サバル」に所属する。
愛猫家である。幼少期から現在まで猫を飼い続けており、飼育歴は50年以上になる。現在は自宅で猫4匹、犬1匹を飼っている。
ものまね番組に出場した際には浜崎あゆみのものまねをして登場した。

## 出演

### ドラマ
- となりのとなり 第10話「娘のラブレターを開けるとき」（1974年11月30日、日本テレビ） - 進 役
- この町の人－日だまり（1975年、NHK）
- 敬礼!さわやかさん 第11話「ポケットの中の母さん」（1975年12月22日、NETテレビ）
- 金のなる樹は誰のもの 第1話「ぱちぱちぱちん」（1976年4月12日、NETテレビ）
- バケタン家族（1976年、NETテレビ） - 孝二 役
- 鉄道公安官 第13話「ひかり10号・報復の激走」（1979年7月2日、テレビ朝日、ゲスト出演）

### バラエティ
- レッツゴーヤング（NHK）
- 夜のヒットスタジオ（フジテレビ）
- 8時だョ!全員集合 　(TBS)
- '88夏休みスペシャル 思い出のアイドルスター大集合in大磯（フジテレビ）
- オレたちひょうきん族（フジテレビ） 元アイドル漫才「ザ・アイドリング」として登場（相方は伊丹幸雄）。
- ビートたけしのお笑いウルトラクイズ（日本テレビ）
- 地元の人が教える!2泊3日の旅（旅チャンネル） （第15話「あいざき進也が巡る冬の飛騨高山・白川郷、伝統文化の旅」
- 旅ちゃんガイド（旅チャンネル）（第29話ゲスト出演）
- 金曜バラエティー（NHK）
- 人生が変わる1分間の深イイ話～70年代・80年代・90年代スター大集合SP!（日本テレビ、2012年10月15日）
- 爆報! THE フライデー （TBS、2013年10月4日）
- クイズ!脳ベルSHOW 　(フジテレビ、2017年6月6日‐第194回、2018年9月19日‐第522回、2018年9月20日‐第523回、2018年9月21日‐第524回、2020年4月27日‐第926回、2020年4月28日‐第927回、2020年5月1日‐第930回、2020年5月13日‐第938回、2021年9月27日‐第1285回、2021年9月28日‐第1286回、2021年10月1日‐第1289回)

### CM
- 明治製菓（現在の明治）チョコレート「ハイミルク」（1974年）
- オーシーエル 学習教材「まんてん先生」（1997年）
- 三共 クリアレックスW（1999年）声の出演

### Vシネマ
- 極楽競馬 のるかそるかの大逆転（1992年、パックインビデオ） - 主演・山田太七 役
- 制服の愛人（1996年1月22日、TIME FILES） - 主演・村松 役

### ラジオ
- 明治の明治のハイハイハイ（1974年、ニッポン放送）
- オープンサロン834（エフエム世田谷）

### 舞台
- ロックミュージカル「BOY」（1988年7月22日 - 24日、水道橋RNホール・演出:板井重信・共演:松居直美、豊川誕）
- アニー（2000年、青山劇場ほか） - ルースター 役[11]

## ディスコグラフィ

### シングル
| #                    | 発売日               | A/B面                | タイトル                       | 作詞                 | 作曲                 | 編曲                 | 規格品番             |
| ワーナー・パイオニア | ワーナー・パイオニア | ワーナー・パイオニア | ワーナー・パイオニア           | ワーナー・パイオニア | ワーナー・パイオニア | ワーナー・パイオニア | ワーナー・パイオニア |
| -------------------- | -------------------- | -------------------- | ------------------------------ | -------------------- | -------------------- | -------------------- | -------------------- |
| 1                    | 1974年 1月25日       | A面                  | 気になる17才                   | 安井かずみ           | 穂口雄右             | 穂口雄右             | L-1166R              |
| 1                    | 1974年 1月25日       | B面                  | ひとつちがい                   | 安井かずみ           | 穂口雄右             | 穂口雄右             | L-1166R              |
| 2                    | 1974年 5月10日       | A面                  | シンデレラは6月生まれ          | 安井かずみ           | 穂口雄右             | 穂口雄右             | L-1190R              |
| 2                    | 1974年 5月10日       | B面                  | ひとりぼっちの夕焼け           | 安井かずみ           | 穂口雄右             | 穂口雄右             | L-1190R              |
| 3                    | 1974年 7月25日       | A面                  | 君におくる愛のメロディー       | 安井かずみ           | 穂口雄右             | 穂口雄右             | L-1194R              |
| 3                    | 1974年 7月25日       | B面                  | レモンの香りの女の子           | 安井かずみ           | 穂口雄右             | 穂口雄右             | L-1194R              |
| 4                    | 1974年 10月25日      | A面                  | 愛の誕生日                     | 岡田冨美子           | すぎやまこういち     | すぎやまこういち     | L-1213R              |
| 4                    | 1974年 10月25日      | B面                  | バラのセレナーデ               | さいとう大三         | すぎやまこういち     | 馬飼野俊一           | L-1213R              |
| 5                    | 1975年 1月25日       | A面                  | 想い出のバイオリン             | 山上路夫             | 平尾昌晃             | 森岡賢一郎           | L-1226R              |
| 5                    | 1975年 1月25日       | B面                  | ふるえる愛                     | 山上路夫             | 平尾昌晃             | 森岡賢一郎           | L-1226R              |
| 6                    | 1975年 4月25日       | A面                  | 恋のリクエスト                 | 藤公之介             | 井上忠夫             | 萩田光雄             | L-1237R              |
| 6                    | 1975年 4月25日       | B面                  | 通学電車                       | 藤公之介             | 井上忠夫             | 萩田光雄             | L-1237R              |
| 7                    | 1975年 7月25日       | A面                  | 恋のペンダント                 | 一ツ橋けい子         | 井上忠夫             | 萩田光雄             | L-1258R              |
| 7                    | 1975年 7月25日       | B面                  | 夜明けの潮騒                   | 岡田冨美子           | 井上忠夫             | あかのたちお         | L-1258R              |
| 8                    | 1975年 10月25日      | A面                  | 君のハートに火をつけて         | 小泉まさみ           | 加瀬邦彦             | 竜崎孝路             | L-1274R              |
| 8                    | 1975年 10月25日      | B面                  | 狙いは女神                     | 岡田冨美子           | 馬飼野康二           | 宮川泰               | L-1274R              |
| 9                    | 1976年 2月10日       | A面                  | 北へ北へ                       | あいざき進也         | 西村コージ           | 西村コージ           | L-1298R              |
| 9                    | 1976年 2月10日       | B面                  | 恋はあまのじゃく               | 小泉まさみ           | 小泉まさみ           | 船山基紀             | L-1298R              |
| 10                   | 1976年 5月10日       | A面                  | 愛の舟                         | 落合恵子             | 筒美京平             | 筒美京平             | L-10R                |
| 10                   | 1976年 5月10日       | B面                  | 帰っておいでよ                 | 落合恵子             | 筒美京平             | 高田弘               | L-10R                |
| 11                   | 1976年 8月10日       | A面                  | 真夏の感触                     | 森雪之丞             | 筒美京平             | 筒美京平             | L-29R                |
| 11                   | 1976年 8月10日       | B面                  | 友達からもう一度               | 山川啓介             | 筒美京平             | 高田弘               | L-29R                |
| 12                   | 1976年 10月25日      | A面                  | 青春物語                       | 橋本淳               | 筒美京平             | 筒美京平             | L-44R                |
| 12                   | 1976年 10月25日      | B面                  | 僕のハロー・グッドバイ         | 橋本淳               | 筒美京平             | 筒美京平             | L-44R                |
| 13                   | 1977年 1月25日       | A面                  | ミッドナイト急行               | 松本隆               | 三木たかし           | 三木たかし           | L-61R                |
| 13                   | 1977年 1月25日       | B面                  | 早春にはばたけ                 | 松本隆               | 三木たかし           | 三木たかし           | L-61R                |
| 14                   | 1977年 5月25日       | A面                  | セクシー・レディー             | 麻生香太郎           | 加瀬邦彦             | 竜崎孝路             | L-82R                |
| 14                   | 1977年 5月25日       | B面                  | 何かいいことないかな子猫ちゃん | 麻生香太郎           | 加瀬邦彦             | 船山基紀             | L-82R                |
| 15                   | 1977年 9月10日       | A面                  | ストーミー・ラブ               | 山川啓介             | 加瀬邦彦             | 馬飼野康二           | L-165R               |
| 15                   | 1977年 9月10日       | B面                  | コールド・ハート・プレイボーイ | 山川啓介             | 加瀬邦彦             | 船山基紀             | L-165R               |
| 16                   | 1978年 1月25日       | A面                  | 雨は降る降る                   | 山口洋子             | 加瀬邦彦             | 馬飼野康二           | L-191R               |
| 16                   | 1978年 1月25日       | B面                  | ふりむくなあなた               | 山口洋子             | 加瀬邦彦             | 馬飼野康二           | L-191R               |
| 17                   | 1978年 5月25日       | A面                  | PEAK                           | 島武実               | 穂口雄右             | 穂口雄右             | L-221R               |
| 17                   | 1978年 5月25日       | B面                  | プラネット・ステーション       | 島武実               | 穂口雄右             | 穂口雄右             | L-221R               |
| SMS Records          |                      |                      |                                |                      |                      |                      |                      |
| 18                   | 1979年 2月10日       | A面                  | ダウンタウン、ひとりぼっち     | かぜ耕士             | 鈴木キサブロー       | 渡辺茂樹             | SM06-6               |
| 18                   | 1979年 2月10日       | B面                  | ナインティーン・レディー       | 麻生圭子             | 鈴木キサブロー       | 渡辺茂樹             | SM06-6               |

#### その他の名義のシングル
| #                             | 発売日                  | 曲順                    | タイトル                   | 作詞                    | 作曲                    | 編曲                    | 規格品番                |
| 進也 with SASUGA'S 名義       | 進也 with SASUGA'S 名義 | 進也 with SASUGA'S 名義 | 進也 with SASUGA'S 名義    | 進也 with SASUGA'S 名義 | 進也 with SASUGA'S 名義 | 進也 with SASUGA'S 名義 | 進也 with SASUGA'S 名義 |
| 日本クラウン                  | 日本クラウン            | 日本クラウン            | 日本クラウン               | 日本クラウン            | 日本クラウン            | 日本クラウン            | 日本クラウン            |
| ----------------------------- | ----------------------- | ----------------------- | -------------------------- | ----------------------- | ----------------------- | ----------------------- | ----------------------- |
| 1                             | 1992年 4月23日          | 01                      | 夜の銀狐〜Noche Del Amor〜 | 湯川れい子              | 中川博之                | 若草恵                  | CRDP-35                 |
| 1                             | 1992年 4月23日          | 02                      | 飲んでバルセロナ           | 植田芳暁                | 植田芳暁                | 若草恵                  | CRDP-35                 |
| N-FREAKS 名義                 |                         |                         |                            |                         |                         |                         |                         |
| 1                             | 1994年 6月22日          | 01                      | 俺たちのフィールド         | みやざきしげお          | 遥木晃                  | 池沢公隆                | CRDP-94                 |
| Lookin' for the Paradise 名義 |                         |                         |                            |                         |                         |                         |                         |
| ダイプロ・エックス            |                         |                         |                            |                         |                         |                         |                         |
| 1                             | 1997年 5月21日          | 01                      | Revolution                 | FoolyouS                | FoolyouS                | 新田一郎                | DXDL-4                  |
| 2                             | 1997年 7月24日          | 01                      | 光と闇のボーダーライン     | FoolyouS                | FoolyouS                | FoolyouS                | DXDL-9                  |
| 2                             | 1997年 7月24日          | 02                      | 機械じかけのFake Town      | FoolyouS                | FoolyouS                | FoolyouS                | DXDL-9                  |

### アルバム

#### オリジナル・アルバム
10.「Again〜君のもとへ」（2004年11月14日／IMAGE-197401）
11.「旅路〜Memories」（2016年10月26日／MHCL-2640）

#### ライブ・アルバム
1. JUMP ON STAGE（1975年7月25日／L-10007R）[注釈 8]

#### ベスト・アルバム
1. BEST OF SHINYA（1976年9月10日／L-10044R）[注釈 9]
2. あいざき進也 ゴールデン☆ベスト（2009年9月16日／VICL-63299）

#### CD-BOX
1. FOREVER SHINYA Complete Albums & Premium DVD BOX 1974-1979（2013年2月20日／WPZL-30521〜31）[注釈 10]

## 著書
- 『JUMP ON』（1975年9月30日、株式会社ルック社）
- 『僕の玉手箱』（1976年2月15日、株式会社ルック社）
- 『もう一人の僕』（1976年11月）